# 김나진
김나진(1979년 4월 27일 ~ )은 대한민국의 MBC 아나운서다. 시사교양, 뉴스, 라디오 프로그램 등 전 분야에서 친근한 인상과 뛰어난 진행 능력으로 사랑받고 있다. 
특히 올림픽, 월드컵, 아시안게임 등의 종합대회와 류현진 전담 스포츠 캐스터로 활약하며 스포츠 중계에 전문성을 보여주고 있다. KBO리그 등 종목에 구애받지않고 모든 스포츠 중계가 가능한 대한민국의 몇 안되는 캐스터 중 한명이다.
2020년 11월 11일에는 에세이 <포기할까 망설이는 너에게>를 발간하며 작가로서 활동하게 된다. 대부분의 서평에서 호평이 이어지고 발간 후 예스24에 지속적으로 베스트셀러로 꼽히며 사랑받고 있다.

## 학력
- 동국대학교 전자공학과 (졸업)

## 경력
| 기간   | 사항                |
| ------ | ------------------- |
|        | MBC 아나운서국 차장 |
| 2008 ~ | MBC 공채 아나운서   |

## 진행
| 연도 | 방송사     | 프로그램                       | 진행 기간                          | 비고   |
| ---- | ---------- | ------------------------------ | ---------------------------------- | ------ |
| 2011 | MBC TV     | MBC 뉴스 (1800)                | 2011년 6월 3일 ~ 2012년 1월 13일   | 금요일 |
| 2011 | MBC TV     | MBC 뉴스투데이                 | 2011년 10월 8일 ~ 2011년 11월 26일 | 토요일 |
| 2012 | MBC TV     | MBC 뉴스투데이                 | 2012년 9월 15일 ~ 2017년 4월 1일   | 토요일 |
| 2017 | MBC TV     | MBC 뉴스투데이                 | 2017년 12월 30일 ~ 2018년 3월 24일 | 토요일 |
| 2013 | MBC TV     | 일자리 창조 프로젝트, 드림헌터 | 2013년 4월 23일 ~ 2014년 1월 20일  |        |
| 2017 | MBC TV     | 2017년 FIFA U-20 월드컵        |                                    | 캐스터 |
| 2018 | MBC TV     | 2018 평창 동계 올림픽          |                                    | 캐스터 |
| 2018 | MBC TV     | MBC 스포츠 뉴스                | 2018년 3월 11일 ~ 2019년 6월 9일   | 주말   |
| 2019 | MBC TV     | MBC 스포츠 뉴스                | 2019년 12월 28일 ~ 2020년 1월 25일 | 주말   |
| 2018 | MBC 표준FM | 권용주, 김나진의 차카차카 DJ   | 2018년 11월 10일 ~                 |        |
| 2020 | MBC TV     | 연금복권720+                   | 2020년 5월 7일 ~ 2020년 12월 31일  |        |

## 홍보대사
- 2016년 2018 평창 동계올림픽 및 동계패럴림픽대회 아나운서 홍보대사

## 저서
- 《포기할까 망설이는 너에게》 (2020, ISBN 9791162143469)